# Kapitan Peak
Kapitan Peak är en bergstopp i Antarktis. Den ligger i Sydshetlandsöarna. Argentina, Chile och Storbritannien gör anspråk på området. Toppen på Kapitan Peak är 210 meter över havet.
Terrängen runt Kapitan Peak är kuperad. Havet är nära Kapitan Peak åt sydost. Trakten är glest befolkad. Närmaste befolkade plats är Commandante Ferraz Station, 4,9 kilometer öster om Kapitan Peak. 